# Переваги споживачів
Переваги споживачів - відношення, що визначає вибір споживачем товарів і послуг. Коли один товар, наприклад, банани, кращий для споживача в порівнянні, скажімо, з яблуками, тобто цей товар споживачу корисніше, то в умовах вільної ринкової економіки смаки споживачів у сполученні з відносними цінами на товари впливають на розподіл споживчих витрат між існуючими альтернативами. У такий спосіб розподіл обмеженої кількості ресурсів між виробництвом різних товарів буде залежати від характеру виробництва, цін на фактори виробництва, а також від смаків споживачів і від того, якому товару вони віддають перевагу.

## Купівельна поведінка
Купівельна поведінка — поведінка кінцевих споживачів, які придбавають товари і послуги для особистого споживання.
Звична купівельна поведінка — тип поведінки споживачів у разі прийняття рішення про купівлю в ситуації, коли недостатнє залучення споживача супроводжується невідчутною різницею між різними марками товару.
Невпевнена купівельна поведінка — тип поведінки споживачів під час прийняття рішення про купівлю в ситуації, коли за високої міри залучення відмінність між різними марками товарів маловідчутна.
Пошукова купівельна поведінка — тип поведінки споживачів під час прийняття рішення про купівлю в ситуації, коли невелике залучення споживачів супроводжується істотними відмінностями між різними марками товару.
Складна купівельна поведінка — тип поведінки споживачів під час прийняття рішення про купівлю в ситуації, коли висока міра залучення супроводжується істотними відмінностями між різними марками товару.